# Benedetto Spera
Benedetto Spera (* 1. Juli 1934 in Belmonte Mezzagno, Sizilien, Italien) ist ein sizilianischer Mafioso.

## Leben
Benedetto Spera ist ein Vertreter der ländlichen Cosa Nostra, die seit dem Zweiten Mafiakrieg die Hegemonie in der Cosa Nostra, wie sich die Mafia selbst nennt, ausübt. Er ist der Boss der Mafia-Familie von Belmonte Mezzagno, einer Kleinstadt in der Provinz Palermo. Obwohl in der Nähe der Stadt Palermo gelegen, ist diese Gegend ländlich und agrarisch geprägt. Dort gibt es viele Hochburgen der Cosa Nostra und auch das berüchtigte Todesdreieck befindet sich in diesem Gebiet. Hier ist wohl auch die Cosa Nostra entstanden. Corleone, berühmt-berüchtigt für seine Mafia-Vergangenheit, liegt ebenfalls in diesem Gebiet. Die Corleonesi, die Mafia-Familie von Corleone, spielten seit den 1960er Jahren eine wichtige Rolle in der Cosa Nostra. Ihre Bosse Luciano Liggio, Salvatore „Totò“ Riina und Bernardo Provenzano begannen in den frühen 1970er Jahren ein mächtiges Bündnis zu schmieden, das bis heute Bestand hat. Es setzte sich vor allem aus kleinen Familien in den Provinzen Palermo und Trapani zusammen, auch die Familie von Belmonte Mezzagno gehörte ihm an. Andere wichtige Bündnispartner kamen beispielsweise aus San Giuseppe Jato, Monreale, Caccamo oder Mazara del Vallo.
Im blutigen Zweiten Mafiakrieg von 1981 bis 1983 entriss dieses Bündnis den Mafia-Familien von Palermo die Vorherrschaft. Benedetto Spera als ein besonderer Vertrauter von Bernardo Provenzano stieg zum Mitglied der Kommission auf, die einen Senat der Cosa Nostra darstellt. Dies brachte ihm auch in Abwesenheit eine Verurteilung zu lebenslanger Haft ein, denn die Entscheidung, die beiden Ermittlungsrichter Giovanni Falcone und Paolo Borsellino zu ermorden, wurde in der Kommission getroffen. Da deren Mitglieder fast alle verhaftet wurden, berief Provenzano eine Art Direktorat ein, welches aus neun Männern – darunter Benedetto Spera – bestand und nur dann tagte, wenn wichtige strategische Entscheidungen getroffen werden mussten, die die gesamte Organisation betrafen. Am 30. September 2001 wurde Spera in Mezzojuso in der Provinz Palermo gemeinsam mit seinem Leibwächter verhaftet; ursprünglich gingen die Beamten nach ihren Abhörergebnissen davon aus, der Observierte wäre Bernardo Provenzano.
Benedetto Spera verbüßt gegenwärtig eine Haftstrafe in einem Hochsicherheitsgefängnis.